# Jurowo (gmina)
Jurowo – dawna gmina wiejska funkcjonująca pod zwierzchnictwem polskim ok. 1919–1920 na obszarze tzw. administracyjnego okręgu wołyńskiego. Siedzibą władz gminy było Jurowo.
Początkowo gmina należała do powiatu owruckiego w guberni wołyńskiej. Na przełomie 1919/20 gmina weszła w skład administracyjnego okręgu wołyńskiego (ZCZW lub ZCZWiFP).
15 marca 1920 r. pod Zarządem Cywilnym Ziem Wołynia i Frontu Podolskiego gmina weszła w skład nowo utworzonego powiatu sarneńskiego. 1 czerwca 1920 roku nie została przekazana Rządowi RP (w przeciwieństwie do tych obszarów powiatu sarneńskiego, które przed 1920 należały do powiatu rówieńskiego).
Po wytyczeniu granicy wschodniej jednostka znalazła się poza granicami II RP.